# Trois amies
Trois amies (deutsch: „Drei Freundinnen“, internationaler englischsprachiger Titel Three Friends) ist ein französischer Spielfilm von Emmanuel Mouret aus dem Jahr 2024. Die Beziehungskomödie handelt vom problematischen Liebesleben dreier Freundinnen. Die Titelrollen übernahmen Camille Cottin, Sara Forestier und India Hair. Das Werk wurde Ende August 2024 beim Filmfestival von Venedig uraufgeführt. Ein regulärer Kinostart in Frankreich ist ab Anfang November desselben Jahres geplant.

## Handlung
Joan ist mit Victor liiert. Sie liebt ihn aber nicht mehr und leidet unter dem Gefühl, ihm gegenüber unaufrichtig zu sein. Joans beste Freundin Alice versucht, sie zu beruhigen. In ihrer eigenen Beziehung mit Eric verspürt Alice ebenso keine Leidenschaft mehr. Dennoch funktioniert das Zusammenleben scheinbar ohne Probleme. Tatsächlich unterhält Eric eine Affäre mit Rebecca, einer gemeinsamen Freundin, wovon Alice aber keine Ahnung hat.
Als Joan eines Tages beschließt, Victor zu verlassen, verschwindet dieser. Daraufhin beginnt das Leben der drei Freundinnen gehörig aus dem Gleichgewicht zu geraten.

## Hintergrund

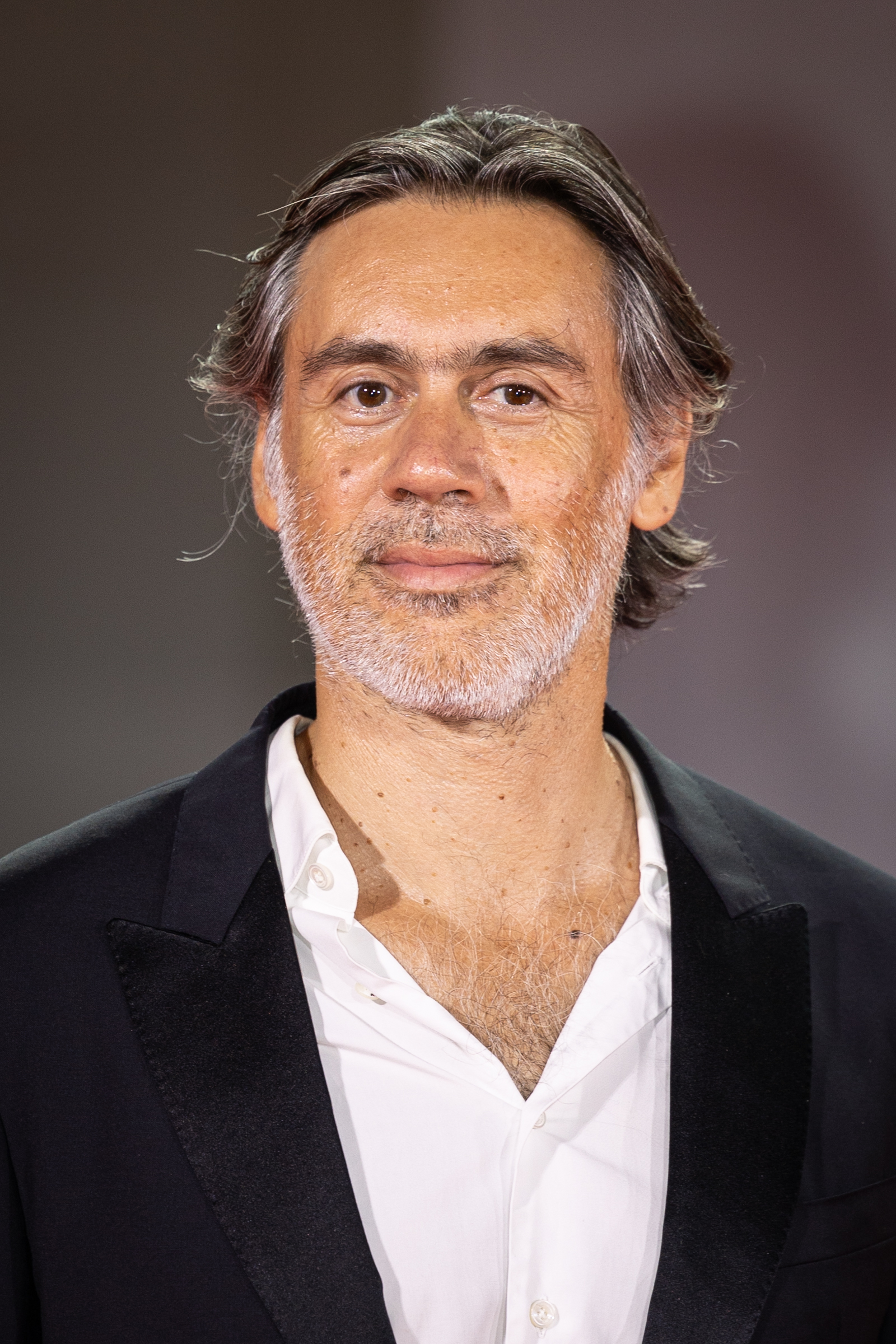
Regisseur Emmanuel Mouret bei der Premiere des Films im August 2024 in Venedig

Regie führte Emmanuel Mouret, der gemeinsam mit Carmen Leroi auch das Drehbuch schrieb. Er arbeitete mit seinem vertrauten Team bestehend aus Produzent Frédéric Niedermayer, Kameramann Laurent Desmet und Editor Martial Salomon zusammen, die er seit den 2000er-Jahren kennt.
Camille Cottin spielt Alice und  Grégoire Ludig ihren Partner Éric. India Hair ist als ihre beste Freundin Joan und Vincent Macaigne als deren Freund Victor zu sehen, der Vater ihrer Tochter. Damien Bonnard und Éric Caravaca schlüpften in die Rollen von Thomas und Stéphane. Sara Forestier ist in der Rolle von Rebecca zu sehen, mit der Éric eine Affäre hat.
Die Dreharbeiten fanden von Ende September bis Mitte November 2023 an 40 Tagen in Lyon und Umgebung statt.
Die Filmmusik komponierte Benjamin Esdraffo.

## Veröffentlichung
Im Januar 2024 wurde der Film beim „Rendez-Vous“ in Paris vorgestellt. Die Premiere von Trois amies (ursprünglicher Arbeitstitel: Une chose et son contraire) erfolgte am 30. August 2024 beim 81. Filmfestival von Venedig, wo das Werk in den Hauptwettbewerb eingeladen wurde.
Ein regulärer Kinostart in Frankreich ist ab 6. November 2024 im Verleih von Pyramide Distribution geplant. Am gleichen Tag soll er in der französischsprachigen Schweiz in die Kinos kommen.

## Auszeichnungen
Für Trois amies erhielt Emmanuel Mouret eine Einladung in den Wettbewerb um den Goldenen Löwen, den Hauptpreis des Filmfestivals von Venedig.